# Heiner Geissler
Heiner Geißler (Oberndorf am Neckar, Baden-Wurtemberg; 3 de marzo de 1930-Gleisweiler, Renania-Palatinado; 12 de septiembre de 2017) fue un político alemán, miembro de la Unión Demócrata Cristiana de Alemania.
En 1960 se graduó de leyes y filosofía. Entre 1977 y 1989, fue secretario general de la Unión Demócrata Cristiana de Alemania. Ocupó entre 1982 y 1985 el cargo de Ministro de Juventud, Familia y Salud. En el marco de la XXIII cumbre del G8, celebrada en Alemania en 2007, anunció su entrada en la Asociación por la Tasación de las Transacciones y por la Ayuda a los Ciudadanos (ATTAC), que promueve el control democrático de los mercados financieros y las instituciones encargadas de su control.